# 快速游绳

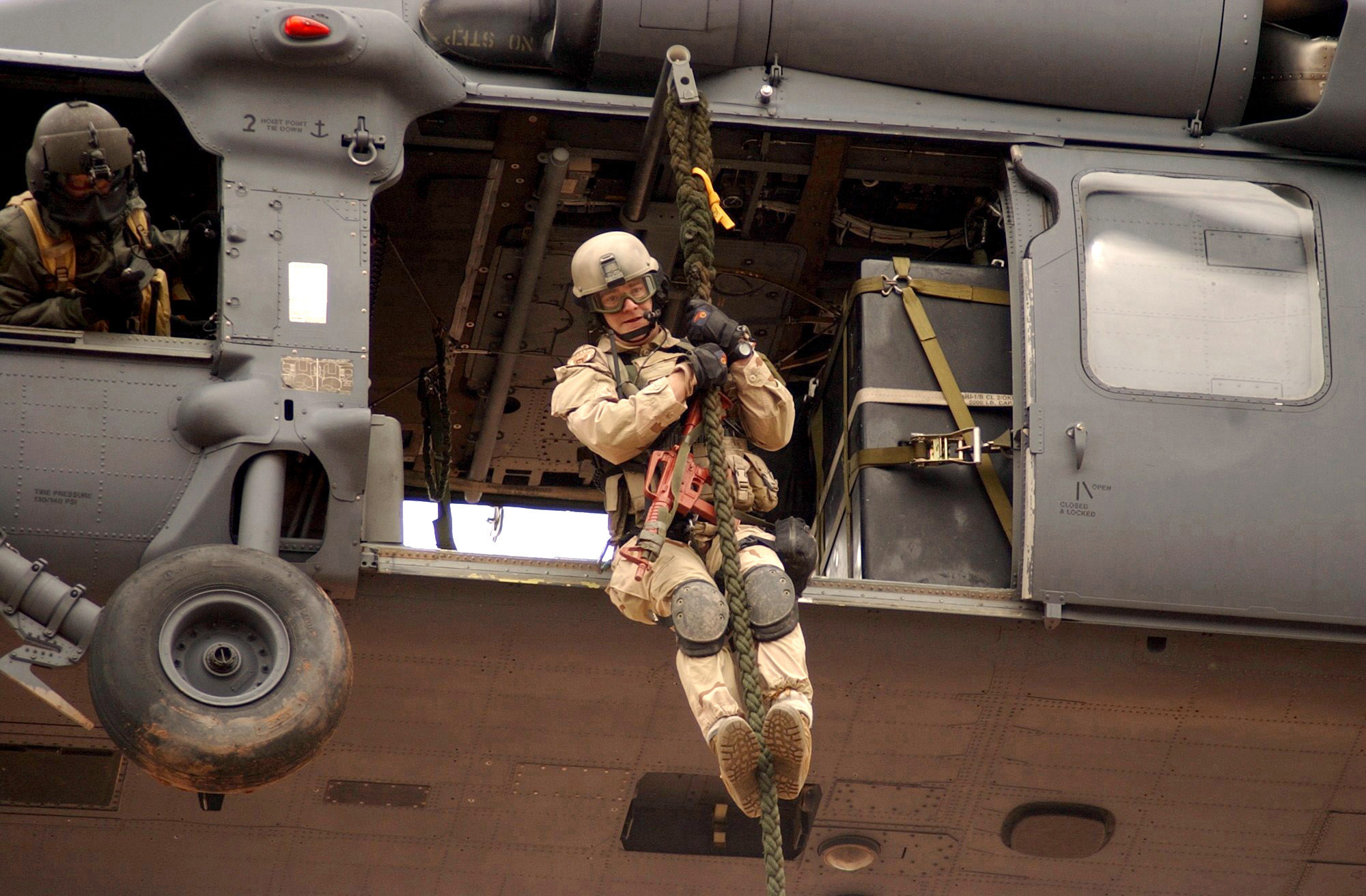
一名飞行员正在做快速游绳

快速游繩（英語：Fast-roping）是用來描述從高處沿繩子快速滑落的技巧。對於直升飛機不能著陸時，用此法使人員著陸非常有效。此技巧先由英國一家名為“馬洛制繩”（Marlow Ropes）的公司發明，在中第一次使用。原先快速游繩是用很粗的尼龍作為繩子，類似於消防員用的快速通道的標杆。現在特質的繩子是編織而成從而加大摩擦，使之容易被抓緊。通常，第一個著陸的人會給第二個人抓穩繩子，直至所有人都已著陸。
這種方法比登山用到的沿繩滑下法更快，但也更危險，特別是在下滑人員載著重物，因為繩子與人並不是用下降器（descender）相連。人員帶著手套抓緊繩子，雙腳並靠在一起滑下。（英國式方法建議不能下滑時用腳，因為靴子的皮或鞋蠟會使繩子變得非常滑。）幾個人可以同時用一根繩子快速游繩，只要保持相互之間有3米的距離，這樣每個人都有時間安全著陸。繩子必須很粗，一般直徑為40毫米，以防止為保持人員穩定使繩子產生尾流而劇烈搖晃。帶上手套是為了防止下滑時產生的熱量燒傷手臂和避免擦傷。